# Theodor Stephan von Neuhoff
Theodor Stephan von Neuhoff, detto anche Teodoro I di Corsica (Colonia, 25 agosto 1694 – Londra, 11 dicembre 1756), è stato un militare tedesco.
Fu Re di Corsica dal marzo al novembre del 1736, contribuendo a creare sull'isola un piccolo Stato indipendente dalla Repubblica di Genova che però ebbe breve vita.

## Biografia
Theodor von Neuhoff nacque a Colonia, figlio di un nobiluomo della regione della Vestfalia. Educato alla corte di Francia, egli prestò servizio in un primo tempo nell'esercito francese, e successivamente passò a quello svedese. Nominato barone di Goertz, divenne ministro di Re Carlo XII di Svezia, venne inviato in Inghilterra ed in Spagna ove negoziò con la Santa Sede attraverso il cardinale Giulio Alberoni. Egli si trasferì quindi in Spagna ove venne creato colonnello e sposò una delle dame di compagnia della regina. Poco dopo riparò in Francia e divenne membro della Compagnia del Mississippi, visitando successivamente anche il Portogallo, i Paesi Bassi e l'Italia.
A Genova egli incontrò alcuni ribelli corsi ed esuli, e li persuase che sarebbe stato in grado di ridonare l'indipendenza all'isola corsa, liberandoli nel contempo dalla tirannia genovese. La sua richiesta era che, ad operazione riuscita, egli venisse incoronato sovrano del nuovo stato costituito.
Con l'aiuto del Bey di Tunisi egli sbarcò in Corsica nel marzo del 1736 con un nutrito drappello di soldati. Gli isolani, le cui precedenti insurrezioni erano state vane, vennero galvanizzati dalla promessa di questo nuovo regno, e il barone tedesco venne eletto re in quello stesso mese. Egli assunse il titolo di Re Teodoro I di Corsica, emanò editti, istituì un ordine cavalleresco (L'Ordine della Liberazione - Ordre de la Délivrance) e dichiarò nel contempo guerra alla Repubblica di Genova. Dapprima tutti questi successi diedero un esito positivo, ma combattendo i ribelli rimasero presto in svantaggio rispetto ai potenti genovesi i quali posero una taglia sulla testa dell'ambizioso nobiluomo tedesco e fecero pubblicare dei volantini che mettevano sulla pubblica piazza il suo passato poco lodevole. Teodoro I dovette quindi lasciare la Corsica nel novembre del 1736, alla ricerca di sostegni esterni per fare ritorno sull'isola e rioccupare il proprio trono che egli considerava "legittimo". Dopo essersi sentito rifiutare il sostegno da Spagna e dal Regno di Napoli, andò in esilio nei Paesi Bassi dove venne arrestato per debiti ad Amsterdam.
Dopo essere stato rilasciato, Teodoro inviò suo nipote in Corsica con alcuni uomini armati; egli stesso fece ritorno in Corsica nel 1738, nel 1739 e nel 1743, ma le forze genovesi e francesi alleate continuarono vittoriosamente ad occupare l'isola. Dopo un breve soggiorno a Siena, fra il 1744 e il 1745, espulso per ordine del granduca di Toscana Francesco Stefano di Lorena, nel 1749 si recò in Inghilterra alla ricerca di altri supporti, ma contrasse nuovamente altri debiti che lo portarono ancora prigioniero a Londra, ove rimase sino al 1755 quando venne rilasciato, per poi morirvi nel 1756, assistito dall'amico Horace Walpole.
Un certo colonnello Frederick, che pretendeva di essere il figlio di Teodoro, era conosciuto col titolo di Principe di Caprera e prestò servizio nell'esercito del Re Federico II di Prussia e successivamente venne inviato quale agente a Londra del Duca di Württemberg. Frederick scrisse un resoconto biografico della vita del padre, che ebbe per titolo Memoires pour servir a l'histoire de la Corse, pubblicato anche in inglese a Londra nel 1768. Nel 1795 egli pubblicò l'edizione ampliata col titolo A Description of Corsica per celebrare anche la ricostituzione di un regno che proprio in quegli anni l'Inghilterra andava supportando.
Giovanni Paisiello gli dedicò l'opera Il re Teodoro in Venezia nel 1784. Mozart gli dedicò una sonata per ricordarne le gesta, che invece furono dileggiate da Voltaire.